# Whitecourt Airport
Whitecourt Airport är en flygplats i Kanada. Den ligger i den centrala delen av landet, 3 000 km väster om huvudstaden Ottawa. Whitecourt Airport ligger 782 meter över havet.
Terrängen runt Whitecourt Airport är platt norrut, men söderut är den kuperad.Trakten runt Whitecourt Airport är nära nog obefolkad, med mindre än två invånare per kvadratkilometer.. Närmaste större samhälle är Whitecourt, 6,6 km öster om Whitecourt Airport.
I omgivningarna runt Whitecourt Airport växer i huvudsak blandskog.